# Borne-colonne de Marloux
La borne-colonne de Marloux est une borne routière du XVIIIe siècle, située sur la commune de Mellecey dans le département français de Saône-et-Loire et la région Bourgogne-Franche-Comté. Elle indique les distances, en lieues, des villes situées le long des 4 routes qui convergent à ce carrefour, en direction d'Autun, Digoin, Chalon et Cluny. 

## Historique
Situé au carrefour des  D 978 et D 981, le « Guide de Marloux », qui tire son nom de la colonne routière érigée sous l'ancien Régime, est devenu le rond-point de la Côte chalonnaise. La borne se trouvait au carrefour de la route n° 35 de Louhans à Autun par Chalon, et de la route n° 21 vers Dijon et la Champagne. L’axe majeur est constitué  par la section Autun-Chalon, resté jusqu’au milieu du XIXe siècle un tronçon de la route postale de Paris à Lyon par Saulieu, Autun et Couches. Les autres directions secondaires indiquées sont les suivantes : route n° 41 vers Charolles par Joncy ; route n° 33 vers Digoin par Montchanin-le-Haut et Toulon ; route n° 40 vers Cluny par Buxy et Cormatin.
La borne fait l'objet d'une inscription au titre des monuments historiques depuis le 31 octobre 1939.

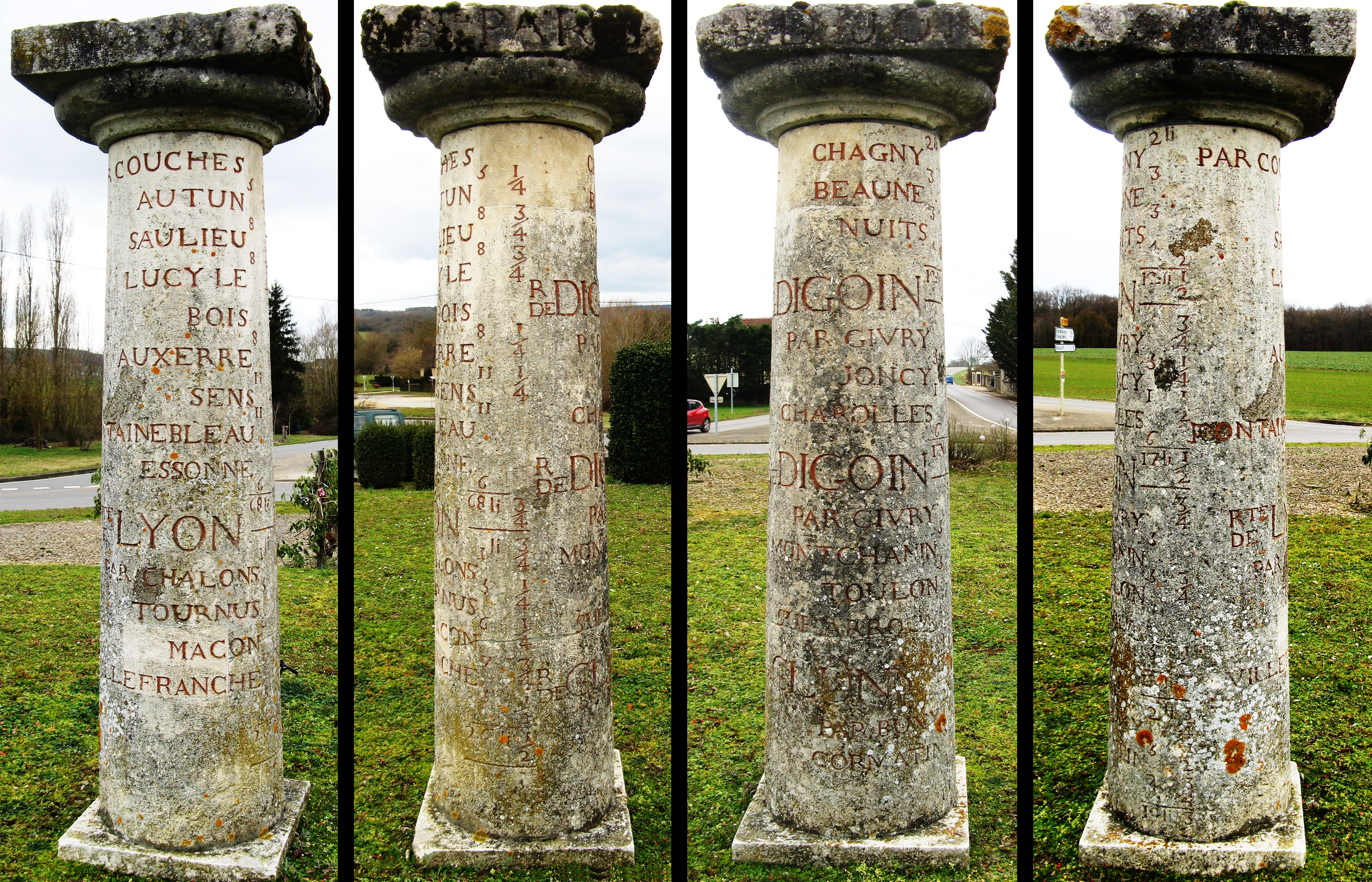
Vues montrant les distances en lieues entre les villes indiquées.